# Heribert Offermanns

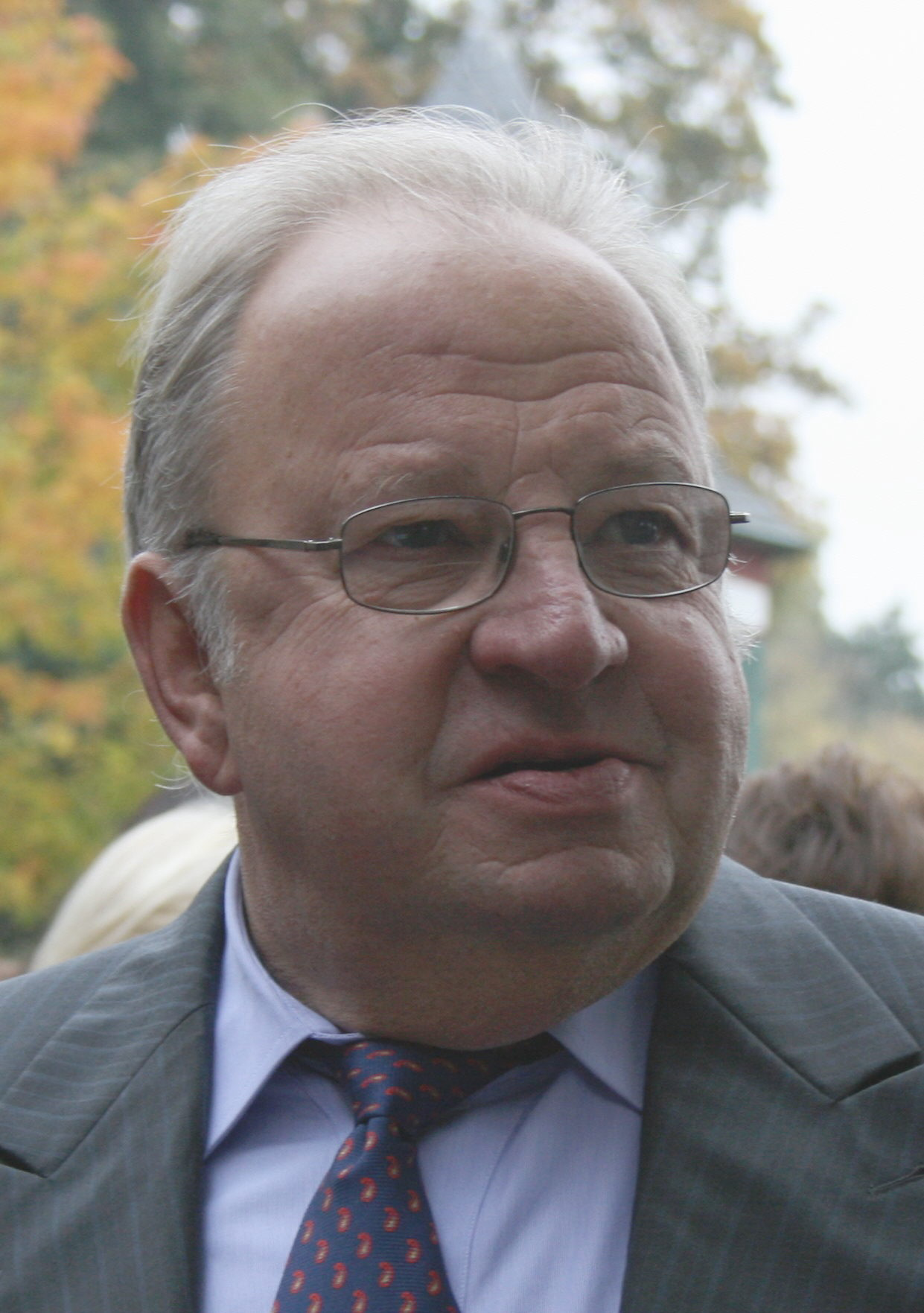
Heribert Offermanns

Heribert Offermanns (* 24. Oktober 1937 in Merkstein, heute Stadt Herzogenrath) ist als Chemiker und Manager bei der Degussa AG in der zweiten Hälfte des 20. Jahrhunderts bekannt geworden.

## Leben und Werk
An der Rheinisch-Westfälischen Technischen Hochschule Aachen studierte er Chemie. Seine Diplom- und Doktorarbeit fertigte er im Arbeitskreis von Friedrich Asinger im Grenzgebiet zwischen organischer und technischer Chemie an. Anschließend war Offermanns in der industriellen Chemie- und der Pharmaforschung bei der Degussa AG sowie bei der Degussa Antwerpen N.V. und der Degussa Inc. New York tätig. Seit 1976 war Offermanns mit dem Zuständigkeitsbereich Forschung und Entwicklung Mitglied des Vorstandes der Degussa AG. Offermanns blieb bis 2000 Vorstandsmitglied und prägte den Auf- und Ausbau des Degussa-Forschungszentrums in Hanau-Wolfgang durch seine Persönlichkeit entscheidend.
Heribert Offermanns hat im Präsidium der Gesellschaft Deutscher Chemiker, deren Carl-Duisberg-Plakette er erhielt, im Senat der Deutschen Forschungsgemeinschaft (DFG), als Mitglied des Hochschulrates der Johann Wolfgang Goethe-Universität Frankfurt, als Kuratoriumsmitglied der Universität Regensburg und der Paul-Ehrlich-Stiftung und als Vorsitzender des Kuratoriums des Max-Planck-Instituts für Festkörperforschung, Stuttgart sowie in der Politik ehrenamtlich über Jahrzehnte hinweg gewirkt. Er hatte einen Lehrauftrag an der Johann Wolfgang Goethe-Universität und wurde dort 1988 als Honorarprofessor  berufen.
Heribert Offermanns hat zahlreiche wissenschaftliche Arbeiten zur Schwefelchemie und zur Herstellung und Verwendung von Wasserstoffperoxid publiziert und ist als Erfinder mit zahlreichen Patenten hervorgetreten.
Offermanns ist verheiratet und Vater zweier erwachsener Töchter. Seit Beginn seines Studiums an der RWTH Aachen ist er Mitglied der katholischen Studentenverbindung K.D.St.V Kaiserpfalz im CV.

## Auszeichnungen
- Heribert Offermanns wurde mit der Ehrendoktorwürde der Ingenieurwissenschaften der RWTH Aachen ausgezeichnet
- 1988: Carl-Duisberg-Plakette der Gesellschaft Deutscher Chemiker
- 2001: Karl-Winnacker-Preis des Marburger Universitätsbundes
- 2011: Verdienstkreuz 1. Klasse der Bundesrepublik Deutschland
- 2023: Ehrenmitglied der GDCh

## Veröffentlichungen (Auswahl)
- H. Offermanns: Azalogie-Prinzip: hin und zurück, in: Nachrichten aus der Chemie 2011, 59, 1152–1153, doi:10.1002/nadc.201290011.
- H. Offermanns: Der andere Ostwald, in: Nachrichten aus der Chemie 2009, 57, 1201–1202.
- W. Keim, H. Offermanns: Friedrich Asinger (1907–1999): A mediator between basic and applied research, in: Angew. Chem. Int. Ed. Engl. 2007, 46, 6010–6013.
- H. Offermanns: A plea for basic research – Utility is just a second-order moment, in: Chemie in unserer Zeit 2002, 36, 306–309.
- H. Offermanns: Wasserstoffperoxid – Verwendung in Umweltschutz und Synthese, in: Chemie in unserer Zeit 2000, 34, 150–159.
- J. Martens, H. Offermanns, P. Scherberich: Synthese von racemischem Cystein, in: Angew. Chem. Int. Ed. Engl. 1981, 20, 668–668, doi:10.1002/anie.198106681.
- W. M. Weigert, H. Offermanns, P. Scherberich: D-Penicillamin – Production and Properties, in: Angew. Chem. Int. Ed. Engl. 1975, 14, 330–336.
- H. Offermanns, F. Asinger: Synthesen mit Ketonen, Schwefel und Ammoniak bzw. Aminen und chemisches Verhalten der Reaktionsprodukte, Westdeutscher Verlag, Köln und Opladen, 1966.
- Immer eine Idee besser, herausgegeben von der Degussa AG, Frankfurt am Main, 1998, dort Seiten 304–338 Aufsätze von Heribert Offermanns „Erfolgreiche Verbindungen – Kooperationen mit Wissenschaftlern im In- und Ausland“ und „Dynamische Vorgänge – Invention und Innovation“, ISBN 3-00-002389-5.
- F. Asinger, H. Offermanns, D. Neuray und P. Müller: Synthese von Thiomorpholin und 2-monoalkylierten Thiomorpholinen via 5,6-Dihydro-1,4-thiazine, Monatshefte für Chemie 1970, 101, 1295–1308.